# 布口罩
布口罩是以棉等常見布料製作，用以蓋住口鼻的口罩。與外科口罩及N95口罩等醫療口罩不同的是，布口罩沒有進行品質管控，目前也幾乎沒有相關研究或防疫指南，將布口罩作為防止傳染病傳播或懸浮粒子空氣污染的有效保護措施。
19世紀下葉至20世紀中葉，醫護人員經常使用布口罩。1960年代，已開發國家已經不使用布口罩，而採用現代的外科口罩，但在開發中國家仍然使用布口罩。在2019冠狀病毒病疫情期間，已開發國家恢復使用布口罩，作為外科與醫療口罩短缺時的最後手段。

## 用途
可重複使用的布口罩主要在開發中國家，尤其是亞洲國家當中使用。布口罩與外科口罩及N95口罩等醫療口罩形成鮮明的對比，因為外科及醫療口罩是由熔噴技術不織布製作而成，並且其效果受到一定的規範。與外科口罩相同，但與醫療口罩不同的是，布口罩無法沿著臉部完全密合。
在醫療環境中，布口罩用於病患身上，作為抑制飛沫傳染疾病的「源頭管控」措施；在沒有外科口罩與醫療口罩的情況下，醫護人員也會使用布口罩。布口罩通常會建議用於外科口罩與醫療口罩用盡的最後手段。布口罩也會在公共場合、家庭與社區環境當中使用，以對抗傳染性疾病與懸浮粒子空氣污染。天氣寒冷的地方，布口罩亦有保暖的效果。
許多種類的布口罩，已在亞洲等其他地區進行商業販售。布口罩也可以用頭巾、T恤、手帕、圍巾或毛巾自行製作而成。

## 有效性
布口罩可以用作来源控制，减少佩戴者呼吸飞沫传播引起的疾病传播，但从不被考虑为佩戴者的个人防护装备，鉴于他们的过滤效果非常低（普遍为2%到38%不等）。自制布口罩暂无标准或规范。
截至2015年，暂无随机对照试验或指引指出布口罩可重复使用。多数研究于一次性口罩盛行前的20世纪早展开。2010年的一项研究，发现40%到90%的20–1000纳米范围内的粒子会穿透布口罩或其他织造面料。各种布口罩的性能因形状、密合程度、面料种类以及面料贴合度和层数而差别巨大。截至2006年，美国食品药品监督管理局尚未批准布口罩作为外科口罩。
2013年英国公共卫生部的一项实验发现商业制造的外科口罩可过滤佩戴者咳嗽时喷出的90%病毒粒子，真空吸尘器袋可过滤86%，茶巾过滤72%，棉质T恤51%，不过自制口罩正确密闭、确保口鼻周围被密封完美是至关重要的。一般用于制作布口罩的面料也一直被测试。
公众佩戴的口罩的主要作用是“阻止已经受到感染的人将病毒传播到他们周围的空气中”。这点在2019冠状病毒病疫情期间特别重要，因为隐形传播似乎是其快速传播的关键特征。例如钻石公主号游艇的乘客中有634名确诊，其中52%在测试时无症状，而当中又有18%从未出现症状。

## 历史

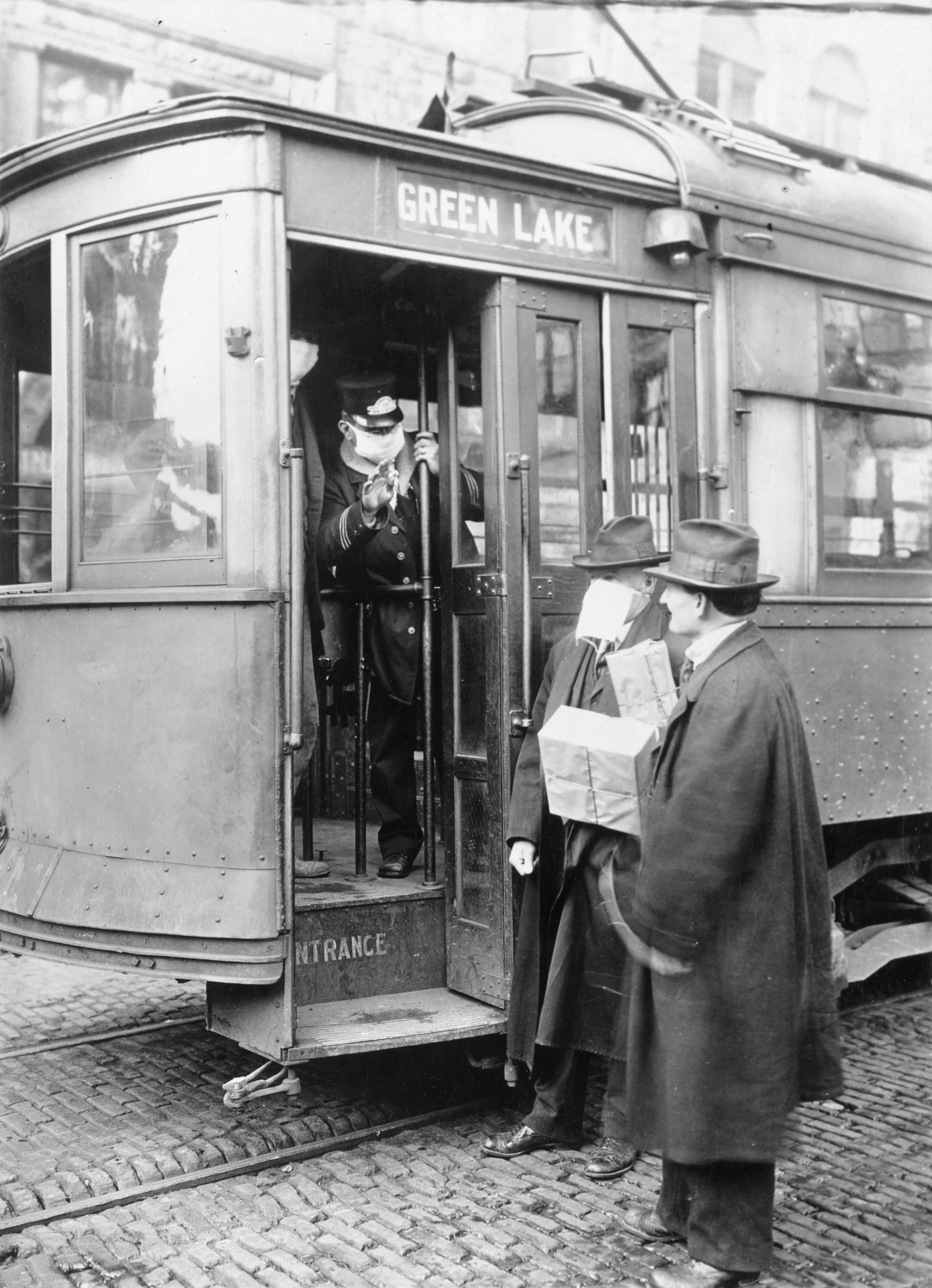
1918年流感大流行期间，西雅图的一名电车列车员阻止未佩戴口罩的乘客上车。

据历史记载，最早使用布口罩的人是法国外科医生保罗·伯格，他在1897年巴黎的一次手术中佩戴了布口罩。到了20世纪初，口罩已经被用来防止感染传染病。1910－1911年東北鼠疫期间，东三省防疫全权总医官伍连德设计了首款经实证检验证明能保护佩戴者不染病的布口罩，启发了1918年流感大流行期间的口罩。1918年，医护工作者首次研究口罩的使用。1940年代，负责照料结核病人的护士戴上了用薄紗棉布制造的口罩。
布口罩很大程度于1960年代上被不織布制造的现代外科口罩取代，不过在发展中国家仍有人使用，包括SARS疫情期间的亚洲和埃博拉疫情期间的西非国家。

### 2019冠状病毒病疫情

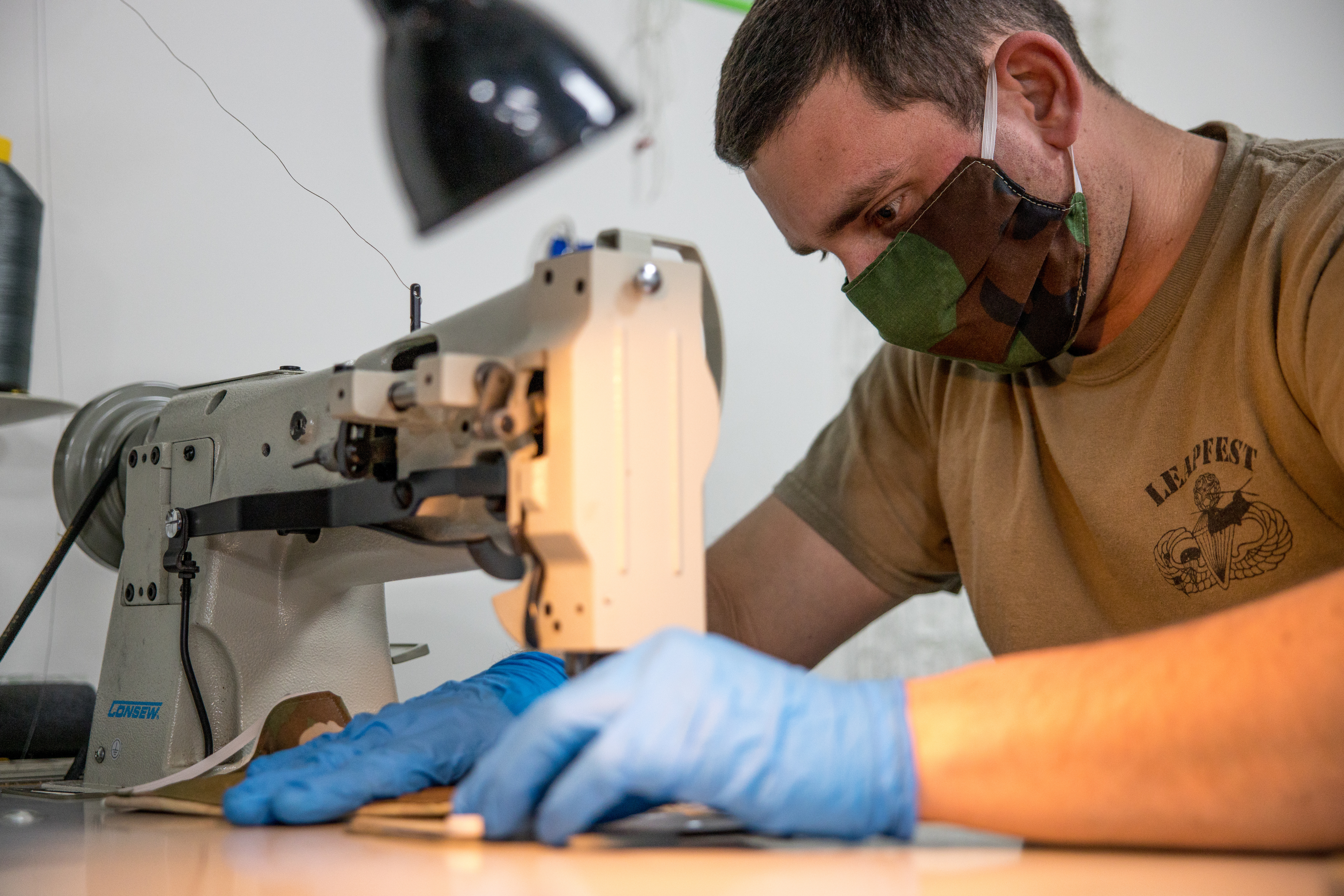
2020年4月6日，罗德岛国民警卫队士兵缝制布口罩。

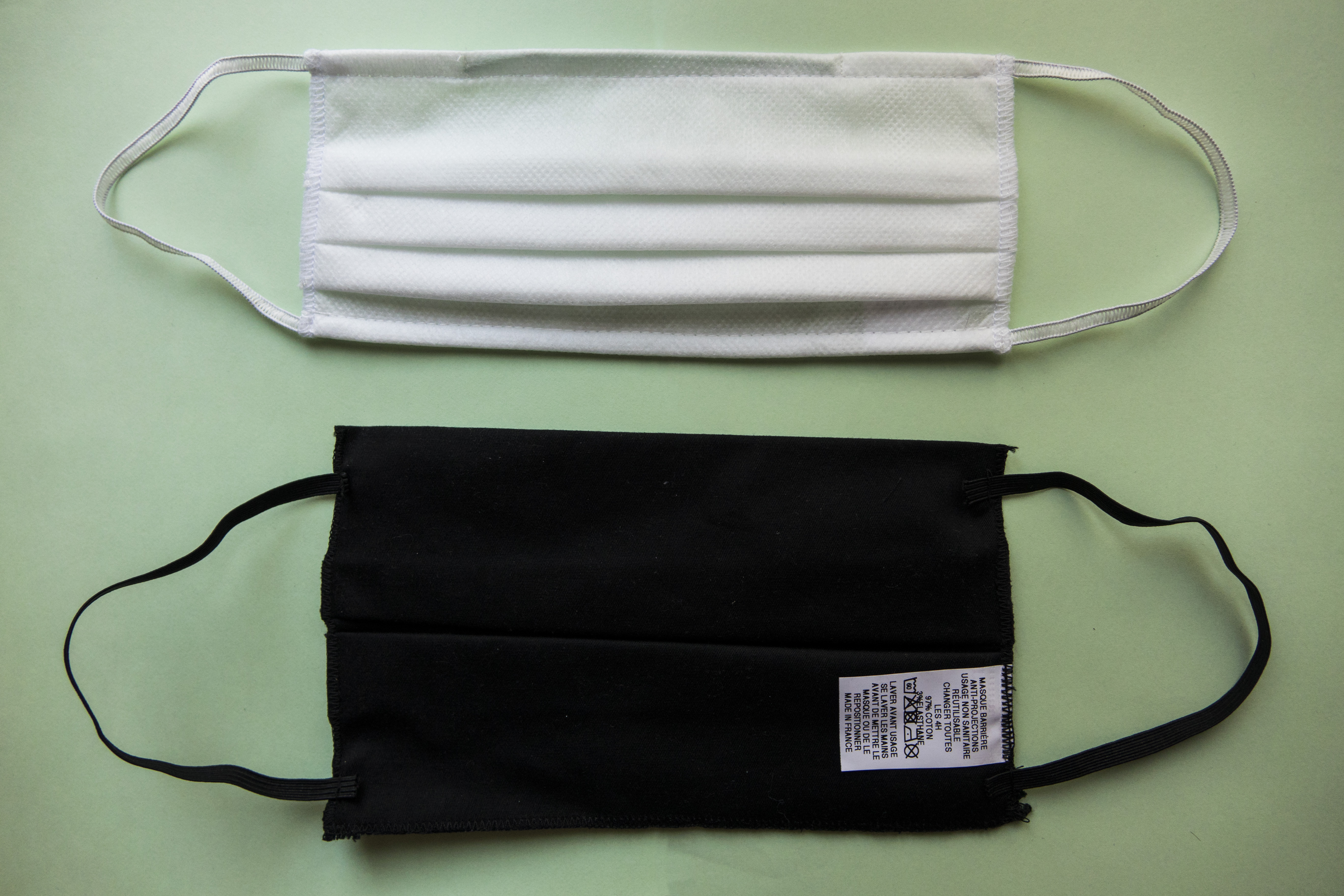
法国两款获法国标准化协会认证的布口罩，白色口罩由聚丙烯制成，黑色口罩由棉制成。

2019冠状病毒病疫情期间也多个国家建议使用布口罩减少病毒传播。
美国疾病控制与预防中心于2020年3月建议如果没有呼吸器或外科口罩，作为最后的手段，医护人员必须使用未经美国国家职业安全卫生研究所评估或批准的口罩或自制口罩，尽管在考虑此选项时应谨慎行事。2020年4月，疾控中心建议普通公众在杂货店和药店等其他难以保持社交距離的公共场所佩戴面罩，尤其是以社区为基础的重大传播领域，由于带原者和症状前疾病传播的重要程度。
2020年4月，德国强制要求民众在乘坐公共交通工具或在大多数州购物时佩戴布口罩。在苏格兰，尽管英国中央政府没有发布相同的建议，但地方政府建议在购物或使用公共交通工具时使用布口罩。在日本，因醫療口罩短缺，政府於同年4月起為全國每戶發放兩枚布口罩，俗稱「安倍口罩」（アベノマスク）。